# Congreso Obrero de Barcelona de 1865
El Congreso Obrero de Barcelona de 1865 se celebró en diciembre —en septiembre, según Manuel Tuñón de Lara— de 1865 en Barcelona (España) y reunió a 22 sociedades obreras catalanas aprovechando un momento de tolerancia durante la crisis final del reinado de Isabel II (1863-1868). Fue el primer congreso obrero que se celebró en España, aunque estuvo circunscrito a Cataluña.

## Antecedentes
Tras el Bienio Progresista las sociedades obreras fueron de nuevo prohibidas, aunque algunas siguieron existiendo en la clandestinidad. Hubo alguna iniciativa de abordar la cuestión social por parte de miembros y simpatizantes del Partido Progresista en Cataluña como la fundación en 1862 del Ateneo Catalán de la Clase Obrera. La situación cambió en 1864 cuando el capitán general de Cataluña, el general Domingo Dulce y Garay, permitió de hecho el funcionamiento de las sociedades obreras, lo que abrió un periodo de libertad, durante el cual aparecieron dos periódicos de cierta importancia, El Obrero y La Asociación.
El primer número de El Obrero salió a la calle el 4 de septiembre de 1864, dirigido por Antoni Gusart i Vila, con el objetivo de defender «los intereses del proletariado» y conseguir el derecho de asociación obrera, tanto para la «resistencia al capital» como para formar «sociedades obreras aplicadas a la producción y al consumo», es decir, para formar cooperativas, un movimiento que cobra fuerza por esos años y que además daba cobertura legal a las sociedades de resistencia. De El Obrero partió la idea de celebrar un Congreso en Barcelona para coordinar las sociedades obreras existentes. Los redactores de El Obrero pensaban que el congreso serviría para «impulsar el movimiento cooperador, que implantado en Inglaterra algunos años atrás, se ha extendido con rápido vuelo por todas las naciones europeas».

## Desarrollo
Presidido por Gusart y por diversos miembros de la redacción de El Obrero, el Congreso se celebró del 24 al 26 de diciembre de 1865 —o en septiembre, según otras fuentes— en el Salón Universal de Barcelona. Asistieron unos 300 delegados de veintidós sociedades, según Josep Termes. Cuarenta, según Tuñón de Lara. El orden del día constaba de los tres puntos siguientes propuestos por el El Obrero:

1.º ¿Puede la asociación redimir al proletario, devolviendo al obrero la libertad de acción que le falta? En caso afirmativo, ¿cuál es la marcha que deben seguir las sociedades para evitar, en lo posible, el malestar de la clase obrera, ya que hasta la actualidad no ha mejorado en situación?
2.º Las sociedades cooperativas, ¿qué ventajas reportan a los asociados y qué probabilidades tienen de buen éxito?
3.º ¿Sería conveniente establecer una federación para el mejor éxito en las operaciones y que sirviera de base a la marcha progresiva de las sociedades?

El primer acuerdo importante que se alcanzó fue la formación de una federación de sociedades obreras  y de centros obreros en aquellos lugares en que hubiera más de una sociedad, de la que sería su órgano oficial El Obrero. Uno de sus objetivos sería propagar «la práctica de las sociedades cooperativas». El segundo fue dirigir una petición al Gobierno para que se reconociese la libertad de asociación, «ya que cuantas exposiciones han sido dirigidas a las Cortes han sido otras tantas piedras tiradas en honda sima». La «Exposición» fue publicada en El Obrero el 7 de enero de 1866, con Gusart como primer firmante, al que seguían, Ramón Cartañá, Miquel Martorell, Matías Fuster, Josep Morera, Josep Espinal y Josep Roig. En la exposición se decía, entre otras cosas, lo siguiente:

Si la asociación de capitales ha dado a la clase media la preponderancia de que hoy goza, cuyos efectos se desprenden de la sabia ley del progreso, la clase materialmente productora ha de llegar al puesto que le corresponde como parte integrante de la nación; no puede caber duda alguna que la unión y solidaridad que lleva consigo la asociación es la que ha de conducirla al logro de tan justo derecho.
[...]
Las condiciones a que actualmente está sujeta nuestra clase son en extremo vejatorias; la escasez de salario, la pesada carga de un trabajo insoportable a nuestra fuerza física, disminuyen de una manera considerable la robustez del brazo productor y centenares de nuestros hermanos mueren demacrados por el dolor en la mitad de su existencia.

En el Congreso no se habló de política, «ni se permitió nadie hablar del estado, ni tampoco le hubiera sido permitido, por no ser ser de la incumbencia de la reunión».